# 小行星58097
小行星58097（58097 Alimov）是一颗绕太阳运转的小行星，为主小行星带小行星。该小行星于1976年10月26日发现。
該小行星以俄羅斯功能生態學派創始人及水生物學會會長亞歷山大·費奧多羅維奇·阿利莫夫（Alexandr Fyodorovich Alimov）命名。

## 轨道参数
小行星58097的轨道半长轴为2.5658415 UA，离心率为0.262。